# Província de Bugia
La província o wilaya de Bugia (amazic cabilenc: tawilayt n Bgayet; àrab: ولاية بجاية, wilāyat Bijāya) és una província o wilaya d'Algèria situada a la regió de la Cabília. La seva capital és la ciutat de Bugia.
La província de Bugia s'estén sobre 3.268 km², i té una població de 915.819 habitants. Es divideix en 19 daires (comarques) i 52 municipis. Ciutats rellevants d'aquesta regió són: Ighram i Tichy.